# Margaret Jacobsohn
Margaret Jacobsohn es una escritora, antropóloga y ambientalista namibia. Es una autoridad en la organización social y la economía cultural del pueblo seminómada Ovahimba de Namibia y Angola. Fue galardonada con el Premio Medioambiental Goldman en 1993, junto con Garth Owen-Smith, por sus esfuerzos en la conservación de la vida silvestre en las zonas rurales de Namibia a través de la ONG Desarrollo Integral Rural y Conservación de la Naturaleza (IRDNC, por sus siglas en inglés).

## Biografía
Nació en Pretoria, Sudáfrica. Se convirtió en trabajadora de una ONG de gestión comunitaria de recursos naturales, en Namibia. Desde 1983 con Garth Owen-Smith fundaron Integrated Rural Development and Nature Conservation (IRDNC), para luchar contra la caza ilegal endémica en el noreste de Namibia, que ha diezmado especies como los rinocerontes negros y los elefantes del desierto, y por el desarrollo económico y social de las poblaciones locales. A través de sus acciones, la caza furtiva está mejor controlada. Los guarda de caza son designados por la comunidad rural. Se vigilan otros recursos naturales, como las palmeras, la paja, los tintes vegetales y los nenúfares. Se interesó por el pueblo seminómada de los himbas al que dedicó un libro publicado en 2003, Himba, nomads of Namibia . Son uno de los pocos grupos africanos que utilizan el ocre rojo, como maquillaje de todo el cuerpo  llamado otjize. Los Himba originalmente pertenecían al grupo de los Herero.
Fue galardonada con el Premio Medioambiental Goldman en 1993, junto con Garth Owen-Smith, y el Global 500 Roll of Honor de las Naciones Unidas en 1994. También fueron reconocidos como Caballeros de la Orden del Arca Dorada de la WWF Países Bajos y el Premio a la Conservación Especial de la Cheetah Conservation Foundation.
En 1996, siguiendo sus iniciativas, el gobierno de Namibia adoptó lo que se conoce como Ley de Conservación de Áreas Comunales. Esta enmienda permite que las comunidades rurales que viven en tierras de propiedad estatal administrar y beneficiarse de su propia fauna y flora silvestres del mismo modo que los agricultores de las explotaciones privadas.

## Obras
- Himba, nomads of Namibia / photographs by Peter and Beverly Pickford, text by Margaret Jacobsohn, 2003
- Life is Like a Kudu Horn: A Memoir. 2019.

Además de numerosos artículos y capítulos de libros sobre aspectos de la conservación comunitaria.

## Premios y reconocimientos
- 1993 Premio Medioambiental Goldman, junto con Garth Owen-Smith,[7][5]
- 1994 Global 500 Roll of Honor de las Naciones Unidas.
- Knights of the Order of the Golden Ark, WWF Países Bajos.[6]
- Premio a la Conservación Especial de la Cheetah Conservation Foundation.[6]